# Йоанка (Кемпінський повіт)
Йоанка (пол. Joanka, нім. Johanka) — село в Польщі, у гміні Баранув Кемпінського повіту Великопольського воєводства.
У 1975-1998 роках село належало до Каліського воєводства.